# Weißbrauen-Baumrutscher
Der Weißbrauen-Baumrutscher (Climacteris affinis) ist ein australischer Singvogel (Passeri) aus der Familie der Baumrutscher (Climacteridae).

## Beschreibung
Der 15 cm lange Vogel hat eine graubraune Oberseite, einen weißen Überaugenstreif und gelbliche Flügelbinden, sowie einen schwarz-weiß gestreiften Bauch.

## Lebensraum und Verbreitung
Er lebt im Inneren Australiens in Akazien- und Spinifexbüschen, insbesondere in der Nähe von Zypressen.

## Lebensweise und Ernährung
Die meiste Zeit sucht er am Boden nach Ameisen. Er pickt aber auch Insekten von Baumstämmen und Zweigen. Der Schwanz wird nicht als Stütze eingesetzt, und der Vogel sitzt eher auf Ästen, als dass er an Baumstämmen hinaufklettert.

## Fortpflanzung
Das Nest wird in einer Baumhöhle die meistens in Bodennähe ist angelegt und mit Tierhaaren und Gras ausgepolstert.
In der Brutzeit, von August bis Dezember, legt das Weibchen 1 bis 3 Eier.